# Rurik II av Kiev
Rurik II av Kiev, född okänt år, död 1215, var en monark (storfurste) av Kiev sex gånger: första gången mellan 1173 och 1173, andra gången mellan 1180 och 1182, tredje gången mellan 1194 och 1202, fjärde gången mellan 1203 och 1205, femte gången 1206, och sjätte och sista gången mellan 1207 och 1210. 